# ジョンソン郡 (ケンタッキー州)
ジョンソン郡（英: Johnson County）は、アメリカ合衆国ケンタッキー州の東部に位置する郡である。2010年国勢調査での人口は23,356人であり、2000年の34,445人から0.4%減少した。郡庁所在地はペインツビル市（人口3,459人）であり、同郡で人口最大の都市でもある。ジョンソンは1843年に設立され、郡名は米英戦争の将軍、ケンタッキー州選出アメリカ合衆国下院議員、同上院議員、アメリカ合衆国副大統領を務めたリチャード・メンター・ジョンソンに因んで名付けられた。
ジョンソン郡は「モイスト郡」に分類される。基本的にアルコール飲料の販売が禁止されている「ドライ郡」（禁酒郡）だが、ペインツビル市のように販売が認められる「ウェット」市が郡内にある。

## 歴史

### 郡の設立
ジョンソン郡は1843年にフロイド郡から分離して設立された。当時、郡庁所在地のペインツビル市は既に9年前から認定都市だった。1810年代には既に家屋が建てられ始めていた。
ジョンソン郡設立時の住人の大半はスコットランド、アイルランド、イングランドあるいはドイツからの移民の子孫だった。その多くはアメリカ独立戦争に参加した後にノースカロライナ州、ペンシルベニア州、バージニア州から移住してきた。
初期の25年くらいの間、ジョンソン郡もペインツビル市も大変な時代だった。道路もハイウェイも無いようなものだった。郵便や物資はブルーグラス地域から馬の背に乗せてまた蒸気船で送られてきた。時代が下がって、駅馬車が州東部とジョンソン郡からブルーグラス地域や他の文明地域とを結ぶようになった。

### 南北戦争時代
ジョンソン郡とペインツビル市が反映するようになった1860年に南北戦争が混乱をもたらした。南北の境界にある他の地域と同様に兄弟同士が戦い、家族が引き裂かれた。ジョンソン郡は南北戦争の境界州に属しただけでなく、もっと辛辣な境界郡でもあった。
1860年から1862年の間に何度が、郡内では北軍にも南軍にも付かないという条例が出された。フロイド郡でおきたミドルクリークの戦いで北軍のジェームズ・ガーフィールド大佐の旅団が南軍の騎兵隊を破ったときに、ペインツビルを通って行軍していった直後に、この条例は撤廃された。

### ジョン・C・C・メイヨー
南北戦争が終わると、トマス・ジェファーソン・メイヨーがペインツビルに移住してきて、天分と才能がある教師としての役割を果たした。メイヨーの子がジョン・C・C・メイヨーであり、東部ケンタッキー州の発展に重要な人物となった。郡民はメイヨーに関する記憶について賛否が分かれている。ペインツビル、ひいてはジョンソン郡の発展に寄与した貢献者だと言う者がいる。メイヨーは銀行、教会、公共事業、鉄道輸送を発展させた。一方でこの郡の莫大な石炭資源についてその石炭会社が大きな影響を直接与えた責任があり、そのためにこの地域が今日まで経済的に落ち込んだのだと言う者もいる。
石炭はジョンソン郡や東部ケンタッキー州にとって南北戦争前でも重要だったが、その発展は戦争の開始時点で止まってしまった。東部ケンタッキー州の石炭産業に資金が戻ってくるのが遅く、これがジョンソン郡の発展を阻害した。人々は部外者に懐疑的だった。学校の教師であるメイヨーは人に良く知られており、仲間の一人とみられた。メイヨーは石炭産業が東部ケンタッキー州の炭田や工業化された北部にしっかりとした地盤を築くために貢献し、それが地域に鉄道を引かせることになった。北部から移ってきたカーペットバッガーがこの地域でも見られるようになった。ジョンソン郡の多くの市民が誤った情報を与えられ、その土地の鉱業権を二束三文で売り払ったのはこの時期だった。ある場合には新しい猟銃と引き換えだった。また、幾つかの郡庁所在地で奇妙な火事が続いて、土地の権利証書が焼けてしまい、多くの人が土地を失ったのもこの時期であり、土地の強奪者が諦めようとしない所有者から土地を取り上げる道を作ってしまった。
1904年9月1日、チェサピーク・アンド・オハイオ鉄道がペインツビルの駅まで開通した。これはローレンス郡まで鉄道を引くために25年間努力した後のことだった。この鉄道は寄付と株および債権、さらに地元、市、郡の民衆が懸命に働いて得られたものであることは注目すべきである。鉄道会社は情報を漏らし、たびたびルートの計画を変更して、入札競争を生み出し、それで資金を得ていたことは、歴史が示している。極端な例では、鉄道会社がサービスの条件として通行権と線路の所有権を保持していた。鉄道の発展に続いて、1910年までに何万トンもの石炭が東部ケンタッキー州から運び出された。
メイヨーは政治のロビー活動を行うようになり、民主党全国委員会では東部ケンタッキー州唯一のメンバーになった。ケンタッキー州知事、アメリカ合衆国下院議員の選出に影響力を持ち、民主党の大統領ウッドロウ・ウィルソンの当選にも影響力を行使した。メイヨーが東部ケンタッキー州で広大な鉱業権を急速に取得したことに対して、不正行為を働いたとして起訴されたときも、当選を助けた知事によって無罪になったのは、この政治的に深い結びつきがあったからだと考えられている。
メイヨーはヨーロッパに旅した後に病気になり、1914年5月11日に死んだ。その存命中にペインツビル市に歴史的な邸宅を建設しており、メイヨー・マンションと呼ばれるようになった
。

## 地理
アメリカ合衆国国勢調査局に拠れば、郡域全面積は264平方マイル (684 km2)であり、このうち陸地262平方マイル (679 km2)、水域は2平方マイル (5.2 km2)で水域率は0.91％である。

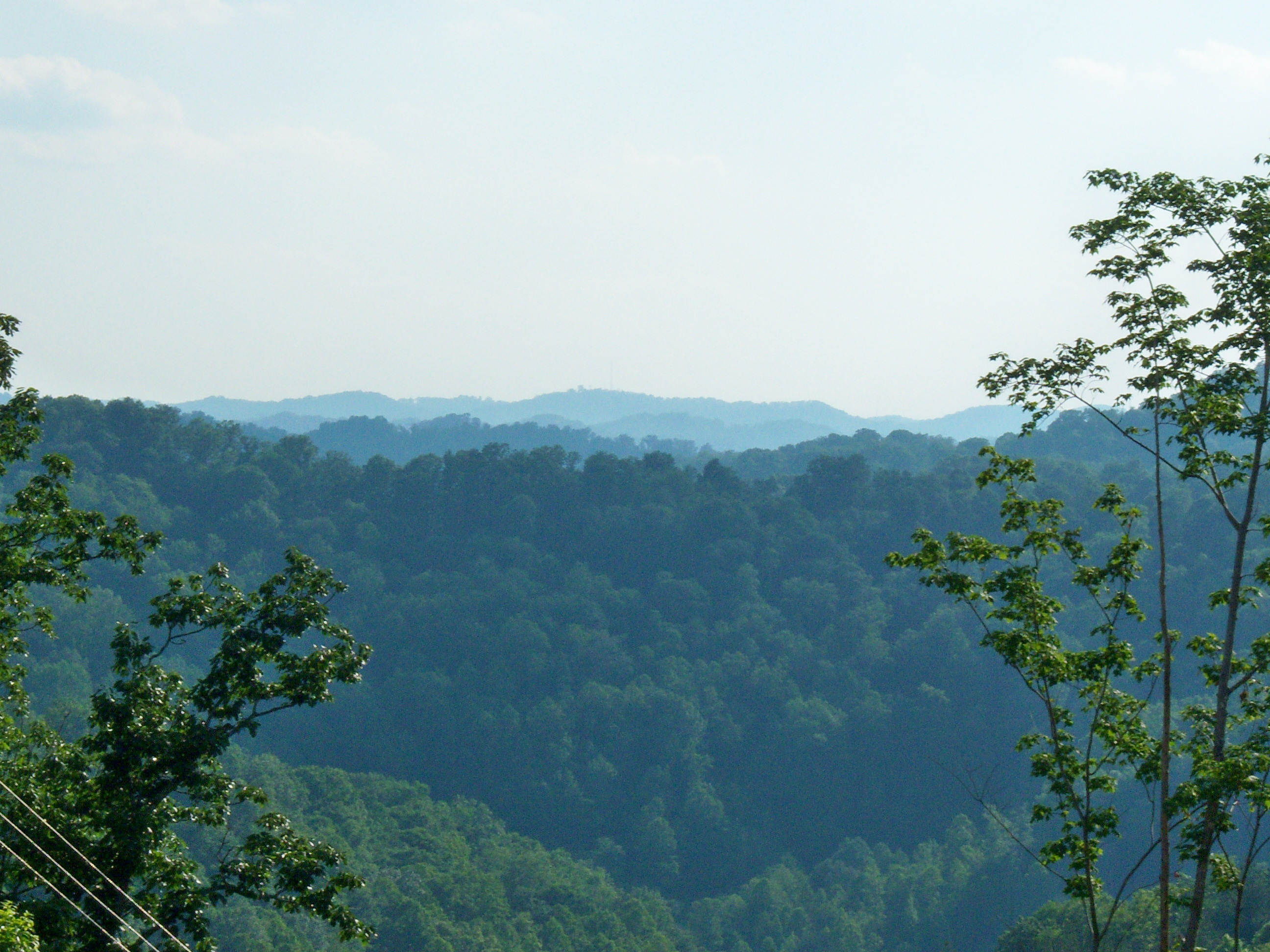
ジョンソン郡の典型的な山岳部

郡内最高地点は標高1,496フィート (456 m) のスタフリー・ノブである。最低地点は標高約550フィート (168 m) のローレンス郡との郡境である。

### 交通

#### 主要高規格道路
- アメリカ国道23号線
- アメリカ国道460号線
- ケンタッキー州道40号線
- ケンタッキー州道321号線
- ケンタッキー州道3号線

### 公共輸送
サンディバレー交通が郡内全般の輸送サービスを行っており、フロイド郡、マーティン郡、マゴフィン郡、パイク郡とを繋いでいる。

#### 空港
ペインツビル・プレストンバーグ・コームズ飛行場が、ペインツビル市の南西4カイリ (7 km) にある。一般用途空港である。

### 隣接する郡
- ローレンス郡 - 北
- マーティン郡 - 東
- フロイド郡 - 南
- マゴフィン郡 - 南西
- モーガン郡 - 北西

## 人口動態
以下は2000年国勢調査による人口統計データである。
| 基礎データ - 人口: 23,445人 - 世帯数: 9,103 世帯 - 家族数: 6,863 家族 - 人口密度: 35人/km2（90人/mi2） - 住居数: 10,236軒 - 住居密度: 15軒/km2（39軒/mi2） 人種別人口構成 - 白人: 98.64% - アフリカン・アメリカン: 0.25% - ネイティブ・アメリカン: 0.13% - アジア人: 0.29% - 太平洋諸島系: 0.02% - その他の人種: 0.09% - 混血: 0.58% - ヒスパニック・ラテン系: 0.61% 年齢別人口構成 - 18歳未満: 24.0% - 18-24歳: 8.8% - 25-44歳: 28.9% - 45-64歳: 25.7% - 65歳以上: 12.6% - 年齢の中央値: 37歳 - 性比（女性100人あたり男性の人口） - 総人口: 93.1 - 18歳以上: 90.7 | 世帯と家族（対世帯数） - 18歳未満の子供がいる: 34.1% - 結婚・同居している夫婦: 60.5% - 未婚・離婚・死別女性が世帯主: 11.3% - 非家族世帯: 24.6% - 単身世帯: 22.3% - 65歳以上の老人1人暮らし: 9.0% - 平均構成人数 - 世帯: 2.52人 - 家族: 2.93人 収入と家計 - 収入の中央値 - 世帯: 24,911米ドル - 家族: 29,142米ドル - 性別 - 男性: 29,762米ドル - 女性: 20,136米ドル - 人口1人あたり収入: 14,051米ドル - 貧困線以下 - 対人口: 26.6% - 対家族数: 21.7% - 18歳未満: 35.5% - 65歳以上: 19.3% |

## 都市と町
- ペインツビル - 郡庁所在地

非法人地域
| | | |
| - エイサ - ブーンズキャンプ - チャンドラービル - コリスタ - デンバー - ドブソン - イーストポイント - エルナ - フラットギャップ - フュージェット - ヘイガーヒル - ハージス - キートン - カーズ | - レアンダー - ローギャップ - マニラ - ミーリー - ネロ - ニッパ - オッズ - オファット - オイルスプリングス - レッドブッシュ - リバー - ライスビル - シップ - シトカ | - スタッフォーズビル - スタンボー - スタンプブランチ - シールカ - セルマ - チューターキー - バンリア - ボルガ - ウェストバンリア - ホワイトハウス - ウィリアムズポート - ウィニフレッド - ウィットンズビル |

## 教育

### 公共教育学区
ジョンソン郡には2つの教育学区がある。

#### ジョンソン郡教育学区

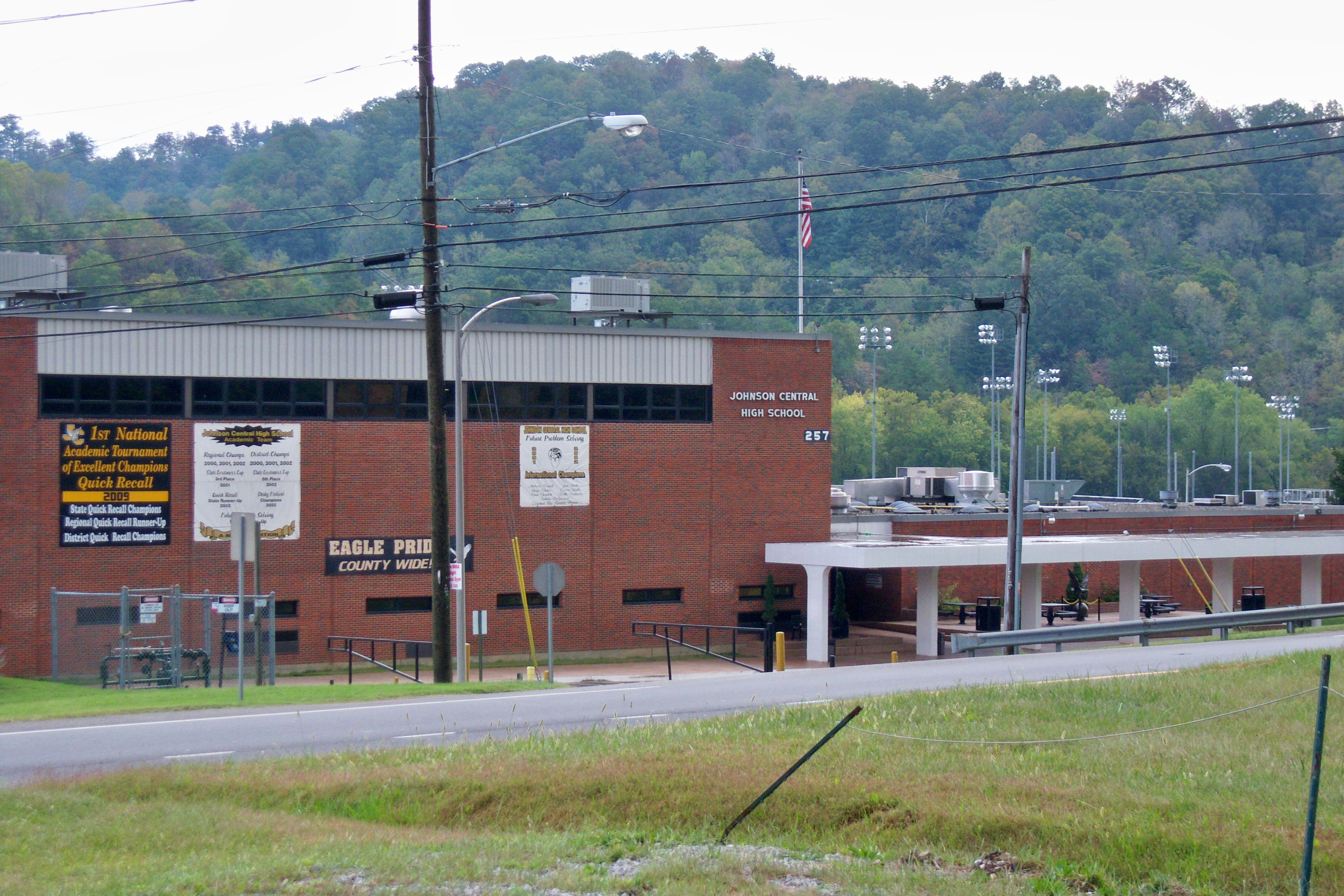
ジョンソン中央高校

ジョンソン郡教育学区はペインツビル市を含む郡全体の学校を運営している。小学校5校、中学校1校、高校1校（ジョンソン中央高校）とジョンソン郡オールターナティブ学校がある。
ジョンソン中央高校は学業でも運動でも高い評価を得ている。USニューズ&ワールド・レポートでもアメリカの高校のトップに挙げられ銅賞を与えられた。また最初の「クール・スクール」にもなった。

#### ペインツビル独立教育学区

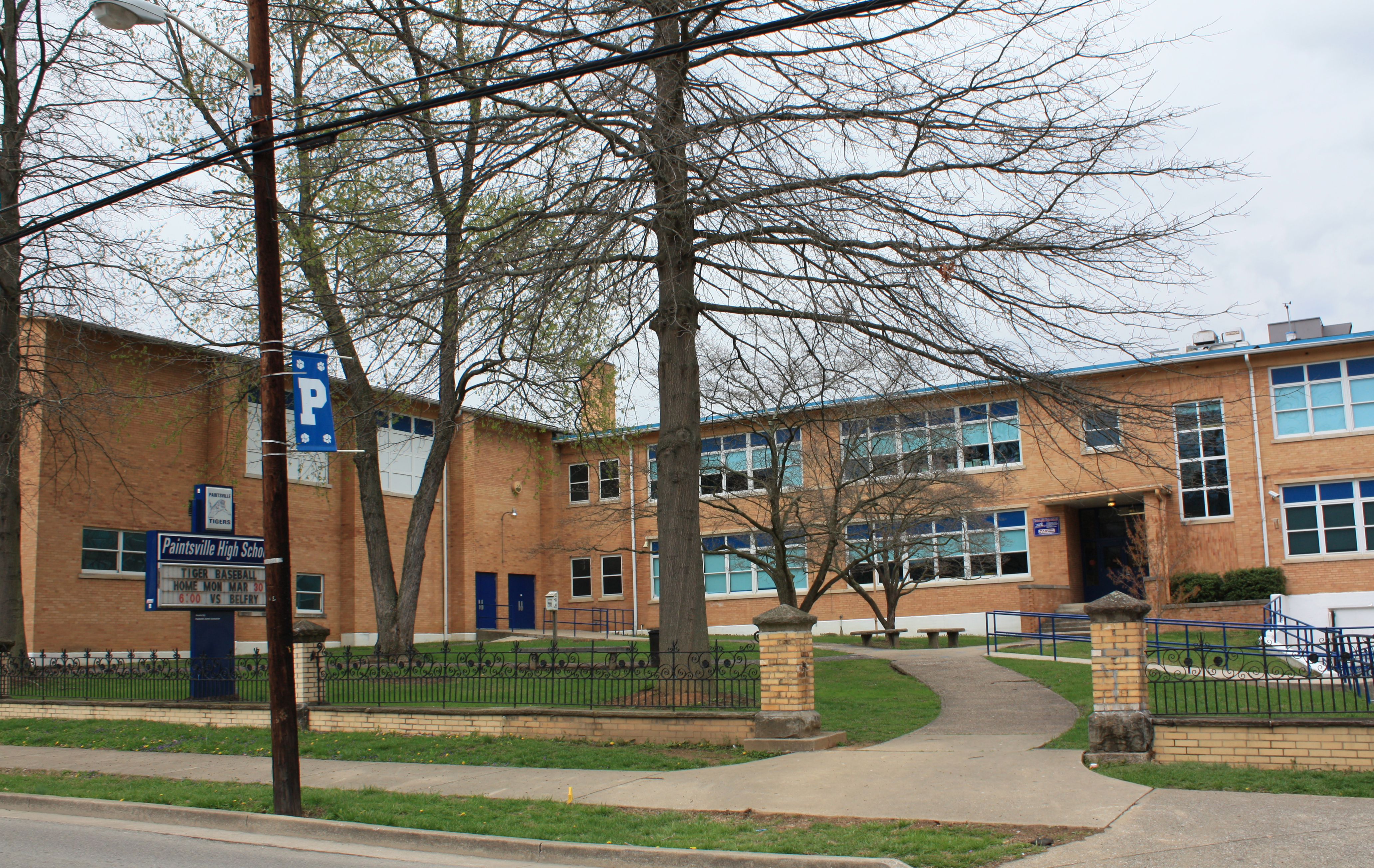
ペインツビル高校

ペインツビル独立教育学区は、ペインツビル小学校とペインツビル高校の2校を運営している。ペインツビル高校もスポーツでは多くのタイトルを得てきた。
ジョンソン郡教育学区もペインツビル独立教育学区も州政府が設定した落ちこぼれ防止施策にすべて適合している。

### 私立高校

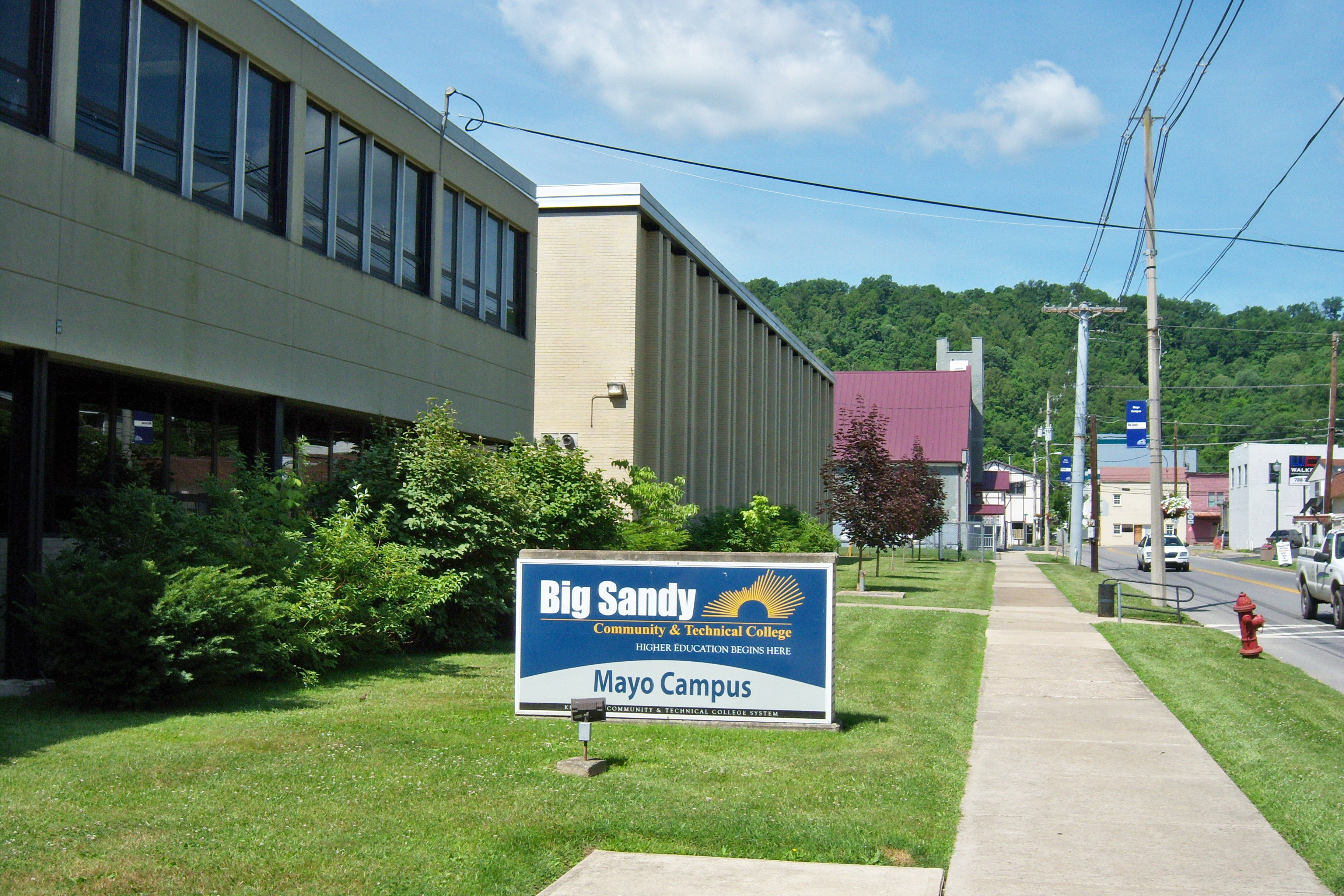
ビッグサンディ・コミュニティ工科カレッジ

郡内にはアワーレディ・オブ・マウンテン学校とジョンソン郡クリスチャン学校という2つの私立学校がある。

### 高等教育機関
- ビッグサンディ・コミュニティ工科カレッジがメイヨーとヘイガーヒルの2つのキャンパスを運営している
- ミッドウェイ薬科カレッジは2011年1月から入学願書を受付け、8月から学生受け入れを始めた。恒久的なキャンパスができるまで、授業はビッグサンディ・コミュニティ工科カレッジのメイヨー・キャンパスで行われる。完全な体制ができれば、320人の学生を受け入れることになる[12]

## 見どころ

### ケンタッキー・リンゴ祭り
メイヨーが死んだのと同じ年（1914年）、最初の郡祭がペインツビル市で開催され、最初のリンゴ王が決められた。
1962年、ジョンソン郡は最初のケンタッキー・リンゴ祭りを開催し、それ以来毎年行われるようになった。ペインツビル市中心街の通りは車の通行が禁止され、ライブ音楽や娯楽、様々なコンペが催されている。

### 公園とレクリエーション
ペインツビル湖州立公園

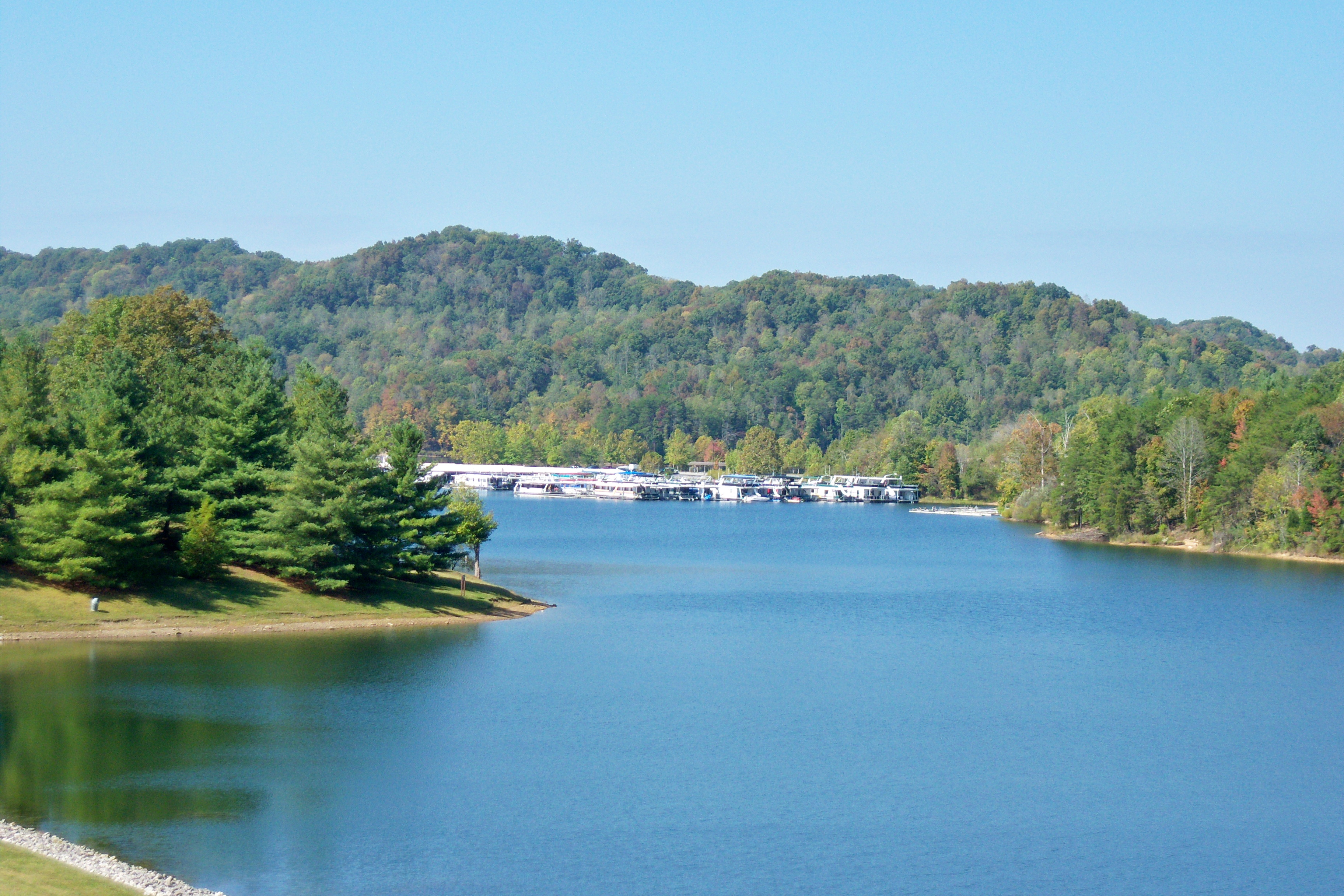
ペインツビル湖とマリーナ

この州立公園には1,240エーカーの湖、12,404エーカーの山火事管理地域、マリーナ、4つのボート・ドック、レストラン、コンビニエンス店、貸しボート、ピックニック場、遊技場、キャンプ場がある。スタッフォーズビルの2275にあり、ペインツビル市からは数マイルの距離である。
ペインツビル・レクリエーション施設
ペインツビル・レクリエーション施設はバスケットボール・コート1面、遊技場、バレーボール・コート1面がある。ペインツビル市プレストン通り沿いにある。
ペインツビル・カントリークラブとゴルフコース
この18ホールのゴルフコースは1929年9月27日の設立であり、東部ケンタッキー州では最古のものである。カントリークラブは1930年に公共事業促進局が建設し、アメリカ合衆国国家歴史登録財に指定されている。ペインツビル市のケンタッキー州道1107号線沿いにある。

### 博物館
アメリカ国道23号線カントリー・ミュージック・ハイウェイ博物館
この博物館では、アメリカ国道23号線近くで育ったカントリー・ミュージックのスター達について伝える多くのものを展示している。
炭鉱夫の博物館
この博物館では、地域の石炭産業の歴史を伝えている。

### 歴史的な場所
メイヨー・マンション
この43室の邸宅はジョン・C・C・メイヨーが1905年から1912年に建設し、現在ではアワーレディ・オブ・マウンテン学校になっている。
メイヨー記念ユナイテッド・メソジスト教会
この教会もジョン・C・C・メイヨーが、イタリアから100人の石工を雇って建設した。アンドリュー・カーネギーが寄付したオルガンがあり、大きなステンドグラス窓も幾つかある。1909年秋にオープンした。
ジェニー・ワイリーの墓所
ジェニー・ワイリーはバージニア州でインディアンに捕まった人物である。捕獲状態から脱出した後に夫と再び一緒になり、1831年に死ぬまでジョンソン郡で暮らした。その墓はリバーのハイウェイ581号線近くにある。
ロレッタ・リンとクリスタル・ゲイルの生家

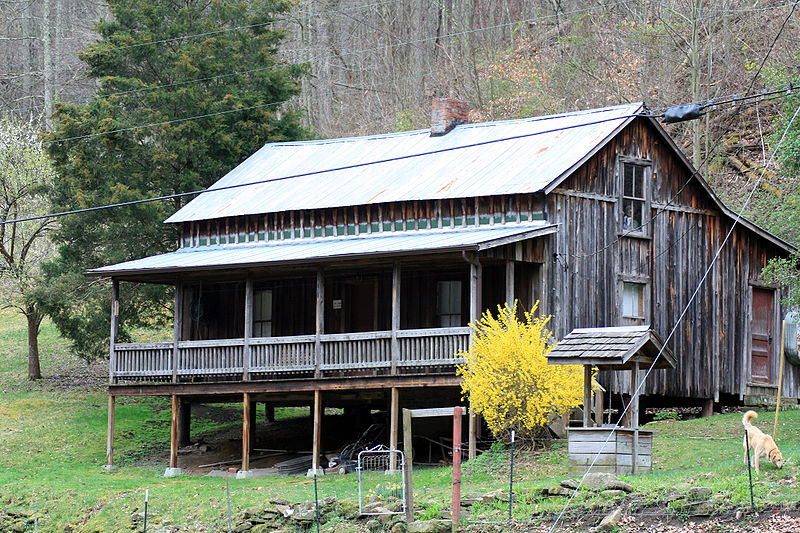
ロレッタ・リンの生家

カントリー・ミュージックのスーパースターロレッタ・リンとクリスタル・ゲイルの生家が郡内にある。バンリアのブッチャーホローにある。
フォレスト・アンド・マキシー・プレストン記念橋
この長さ420フィート (130 m) の歩行者用吊り橋は世界最長のプラスチック製橋である。橋の板はグラスファイバー強化ポリマーで作られている。ビッグサンディ川のレビサ支流に架かっており、リバーとオファットを繋いでいる。
マウンテンホームプレース
マウンテンホームプレースは東部ケンタッキー州の19世紀半ばの農村を模して作ったものである。教室1つの校舎、教会、鍛冶屋、丸太小屋、納屋、農場が作られている。昔の作業や工作の実演もある。ペインツビル湖州立公園のダム近くにある。
ジョンソン郡には昔、レギュラー・バプテストのエンタープライズ協会があった。1894年10月26日金曜日にエンタープライズ（現在のレッドブッシュ）で組織化された。この協会は現在オハイオ州ガリポリスにある。

## 著名な出身者
- ロレッタ・リン, カントリー・ミュージックの歌手、郡内で育った、2004年のアルバムの表題歌「バンリアのバラ」はバンリア市で育ったことに言及している
- クリスタル・ゲイル、カントリー・ミュージックの歌手、ロレッタ・リンの妹